# Степна сільська рада (Світлинський район)
Степна́ сільська рада (рос. Степной сельский совет) — сільське поселення у складі Світлинського району Оренбурзької області Росії.
Адміністративний центр — селище Степний.

## Населення
Населення — 529 осіб (2019; 712 в 2010, 1004 у 2002).

## Склад
До складу сільської ради входять:
| Населений пункт    | Населення, осіб (2002) | Населення, осіб (2010) |
| ------------------ | ---------------------- | ---------------------- |
| Рудниковий, селище | 168                    | 76                     |
| Степний, селище    | 836                    | 636                    |